# Quando i mondi si scontrano
Quando i mondi si scontrano (When Worlds Collide) è un film di fantascienza catastrofico-apocalittico del 1951, diretto da Rudolph Maté. La sceneggiatura è basata sul romanzo omonimo del 1933, scritto da Philip G. Wylie ed Edwin Balmer.

## Trama
Il pilota David Randall viene pagato dal dottor Cole Hendron per consegnargli delle foto dell'astronomo Emery Bronson, scattate da un osservatorio in Sudafrica.
Hendron, assistito dalla consulenza di sua figlia Joyce, scopre che una stella rossa chiamata "Bellus" sta per entrare nell'orbita terrestre e ciò causerà la scomparsa del genere umano oltre che la distruzione del pianeta. L'unica speranza, resa nota da Hendron e Joyce, è la scoperta di un pianeta, Zyra, di dimensioni eguali a quelle della Terra e la cui apparente forma sembrerebbe poter supportare la vita.
Durante un consiglio di sicurezza indetto dall'ONU, Hendron avverte i capi di stato che la fine del mondo avverrà probabilmente dopo un periodo di otto mesi, e l'unico modo per scampare al disastro e costruire delle astronavi da far partire alla volta di Zyra.
Deriso dalla comunità scientifica per le sue teorie non confermate da altri astronomi, Hendron si vede rifiutato il progetto. A questo punto entra in gioco il ricco magnate Sidney Stanton, il quale offre al dottore il proprio patrimonio in supporto alla sua causa, a patto che egli sia il primo uomo a salire sulla nave spaziale.
Nel frattempo, Joyce inizia a provare attrazione per Randall, e parlandone al padre trova il suo consenso, la cosa però non va a genio al suo fidanzato, il medico Tony Drake.
Passano pochi mesi, e la teoria catastrofica di Hendron viene confermata da tutti coloro che tempo prima l'hanno deriso, i capi di stato si riuniscono nuovamente in consiglio e decidono che ogni nazione dovrà finanziare una propria astronave nel minor tempo possibile.
Anche il pianeta Zyra inizia ad avvicinarsi all'orbita terrestre, e la sua attrazione gravitazionale provoca maremoti e altri disastri naturali, e Drake e Randall decidono di partire con altri uomini per offrire aiuti umanitari ai paesi colpiti.
Il giorno del giudizio, alle persone viene imposto di giocare ad una sorta di lotteria, dalla quale verrà poi deciso chi salirà sull'astronave, che intanto viene caricata di viveri, microfilm, attrezzi per animali, giornali e libri.
Hendron decide che Stanton, Joyce, Drake, il pilota George Fry e Randall saranno i primi a salire sulla nave spaziale, quest'ultimo però rifiuta l'"onore" in quanto non crede di avere utilità a bordo, ma alla fine accetta il posto per amore di Joyce.
Intanto vengono pubblicati i risultati della lotteria, e Stanton che vede nella massa da salvare un pericolo per sé stesso ha preso come precauzione una scorta di armi. E così, mentre la gente corre esasperata verso la salvezza, Sidney ingaggia molti agenti in tenuta antisommossa per bloccarli.
Durante il caos creato dalla situazione, Stanton rimane indietro a causa della sua sedia a rotelle spinta dalla folla, e vede impallidito tutta la marmaglia che sale sull'astronave.
All'ultimo momento, quando l'astronave parte alla volta di Zyra, Hendron rimane a terra aiutando Stanton a rimettersi in sesto, per essere subito dopo disintegrati dall'impatto con Bellus.
In preda alle lacrime, Joyce capirà solo dopo che suo padre si è sacrificato volutamente, perché il suo peso avrebbe superato la soglia di sopportazione della nave, e il carburante si sarebbe esaurito prima dell'arrivo sul nuovo pianeta.
Il film si conclude con Randall e Joyce seguiti da molta gente (43 persone in totale), che si tengono per mano durante l'esplorazione di Zyra.

## Accoglienza
Alla 24ª edizione della cerimonia di premiazione degli Oscar tenutasi a Los Angeles il 20 marzo 1952, il tecnico Gordon Jennings si aggiudicò un Oscar per i migliori effetti speciali per la sequenza in cui New York fu sommersa dalle acque, scena estremamente costosa e di difficile realizzazione all'epoca; mentre i direttori della fotografia John F. Seitz e W. Howard Greene ottennero una nomina per la migliore fotografia a colori, poi andato al musical Un americano a Parigi.

## Riconoscimenti
- Premi Oscar 1952
  - Oscar per i migliori effetti speciali

## Influenza culturale
La trama molto ad effetto fu d'ispirazione per Deep Impact, film catastrofico del 1998 diretto da Mimi Leder, la cui storia ricorda per certi aspetti il classico di Maté.

## Seguito cancellato
Il produttore George Pal prese in considerazione l'idea di continuare la storia adattando After Worlds Collide, secondo ed ultimo romanzo di Wylie e Balmer basato sulla storia della Terra durante e dopo l'impatto di un gigantesco meteorite.
L'ottima accoglienza agli Oscar convinse Pal a cominciare la pre-produzione, ma il produttore dovette temporaneamente bloccarla per dedicarsi ad un promettente progetto, La conquista dello spazio.
Il film uscì nel 1955 e fu interamente finanziato dal Pàl, ma presto si rivelò un fallimento, e il produttore per mancanza di fondi dovette annullare l'atteso seguito.